# Royaume d'Oussouye

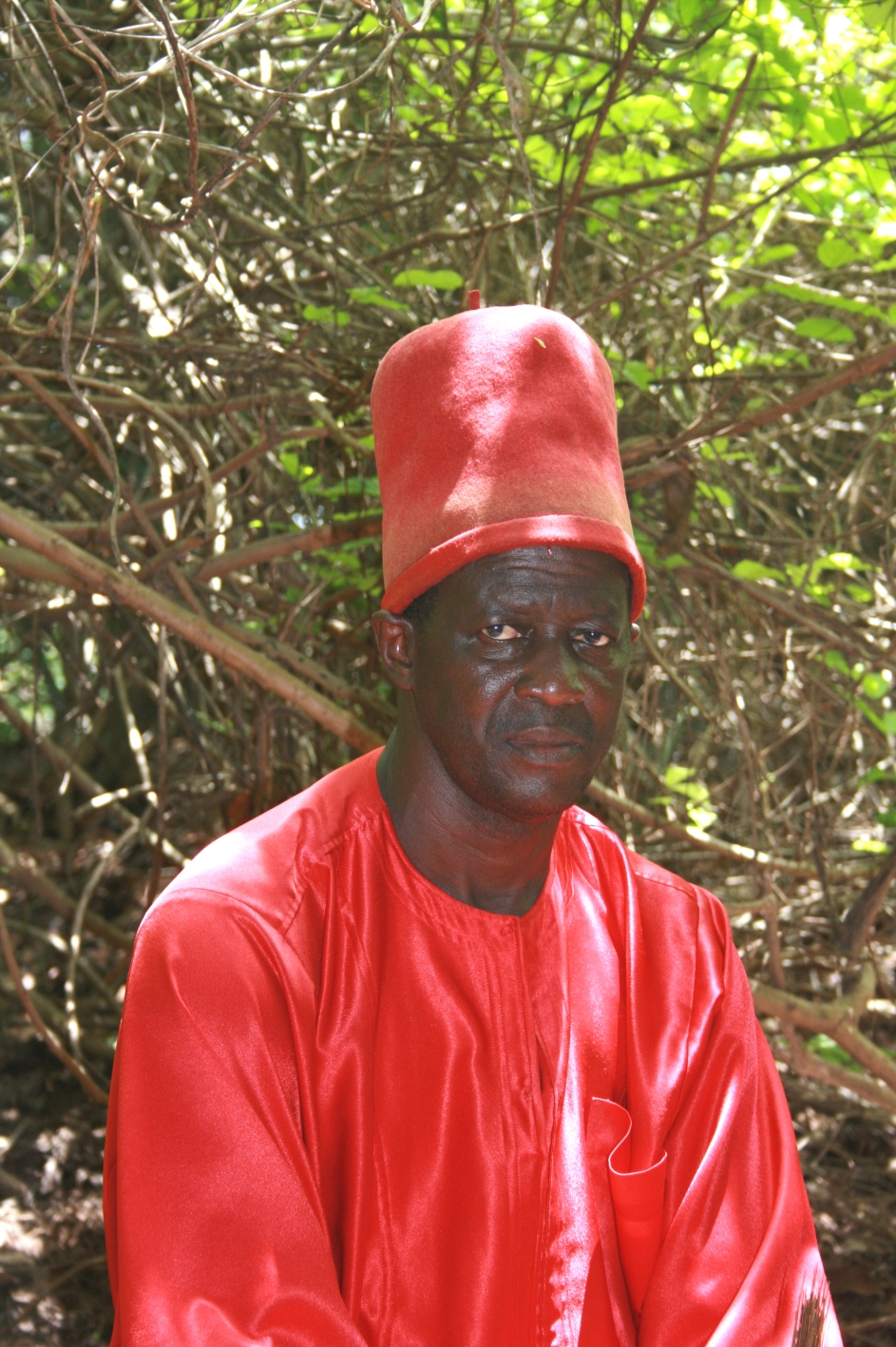
Sibulumbaï Diedhiou, actuel roi d'Oussouye.

Le royaume d’Oussouye, en pays Diola, couvre une partie du département d'Oussouye en Basse-Casamance, au sud du Sénégal. Son roi actuel, Sibilumbaï Diedhiou, a été intronisé le 17 janvier 2000. Il réside dans le bois sacré de la commune d’Oussouye.
Le roi d’Oussouye est un chef religieux, spirituel et traditionnel des Diolas animistes du groupe des Floups. Ces diolas croient en un dieu dénommé Ata Emit. De multiples esprits permettent les relations entre Dieu et les hommes.  Un de ses conseillers décrit le  roi comme un « collaborateur de Dieu (qui) reçoit les offrandes, prie et intercède» avec les esprits.
Le roi d’Oussouye est chargé de veiller à la paix et à la cohésion sociale. En cas de conflit, il est consulté et son rôle est de réconcilier les parties. Son intronisation en plein conflit en Casamance aurait d’ailleurs eu comme effet de faire cesser les combats dans cette zone.
Il veille également à ce que chacun de ses sujets ait à manger, distribuant le riz issu des champs royaux, cultivé par les villageois des alentours. Ce riz sert également pour le repas de la grande fête annuelle, Houmabeul en diola. Cette fête se tient à la fin de l’hivernage, en septembre ou début octobre.
L’actuel roi d’Oussouye est Sibilumbaï Diedhiou (Olivier Diedhiou avant son intronisation). Il a été intronisé le 17 janvier 2000,  16 ans après la disparition de son prédécesseur Sibacouyane Diabone. Le roi est désigné par les anciens. Il est issu de l’une des trois principales familles d’Oussouye.

## Histoire
En 1903, le roi Sihalebe, capturé par les Français, est transféré à Seju (Sédhiou). Considérant cet acte comme un sacrilège, le roi qui n'a pas le droit de manger et dormir en public se laisse mourir de faim.

## Liste des rois d'Oussouye
- depuis le 17 janvier 2000 : Sibilumbaï Diedhiou
- 1984 - 17 janvier 2000 : pas de roi
- 1958 - 1984 : Sibacouyane Diabone
- 1932-1958 : Sihang-Ébil Sambou
- 1903-1932 : Sibilouyane Diédhiou
- 1861-1903 : Sihalebe